# Yō Ōizumi
Yō Ōizumi (大泉 洋 Ōizumi Yō?,  Ebetsu, Hokkaidō, Japón, 3 de abril de 1973) es un actor y personalidad de televisión (tarento) japonés.

## Biografía
En 1996, Ōizumi realizó su primera aparición en la serie de televisión Suiyō Dōdeshō, y desde entonces ha aparecido en numerosos programas y medios de comunicación en su natal Hokkaidō. También es miembro de un grupo de drama llamado "Team-Nacs", el cual formó cuando asistía a la universidad de Hokkai Gakuen. Team-Nacs realizó su primera gira nacional con su 11.ª obra original, Composer, durante la primavera y verano de 2005. En 2007, el grupo realizó otra gira para su 12.ª obra, Honor, dando funciones en Tokio, Osaka y Sapporo. En mismo año, Ōizumi dio voz al profesor Hershel Layton en el videojuego El profesor Layton y la villa misteriosa, así como también en sus respectivas secuelas y película.
Junto con la creciente popularidad de Suiyo Doudeshō y Team-Nacs no solo en Hokkaidō, sino también en todo Japón, Ōizumi ha aparecido en dramas televisivos nacionales y películas,también realizando voces de personajes en películas animadas y lanzando CDs como cantante. Además de voces, también es un excelente escritor y pintor.

## Vida personal
En 2009, Ōizumi contrajo matrimonio con la productora de televisión Kumiko Nakajima. El 30 de mayo de 2011, la pareja anunció el nacimiento de su primera hija. En su sitio web, Ōizumi bromeó diciendo que: "¡Hoy exitosamente me convertí en padre!".